# Borsa de Nova York
La Borsa de Nova York (New York Stock Exchange, NYSE, en anglès) és el major mercat de valors del món en volum monetari i el segon en nombre d'empreses adscrites. La seva massa en accions va ser superada per la del NASDAQ durant els anys 90, però el capital de les companyies llistades en la NYSE és cinc vegades major que al NASDAQ. La Borsa de Nova York compta amb un volum anual de transaccions de 21 bilions de dòlars, incloent els 7,1 bilions de companyies no nord-americanes.
Funciona, com la resta de mercats dels Estats Units, des de les 9:30h fins a les 16:00, hora local (des de les 16:30 fins a les 22:00, hora catalana).
Els seus antecedents es remunten a 1792, quan 24 comerciants i corredors de Nova York van signar l'acord conegut com a "Buttonwood Agreement", en el qual s'establien regles per a comerciar amb accions. Va ser creada el 1817, quan un grup de corredors de borsa es van organitzar formant un comitè anomenat "New York Stock and Exchange Board" (NYS&EB) amb la finalitat de poder controlar el flux d'accions que en aquells temps es negociaven lliurement i principalment en la vorera de Wall Street.
El 1863 va canviar de nom pel de "New York Stock Exchange" (NYSE), nom que conserva fins als nostres dies, i s'estableix a Wall Street cantonada amb Broad Street dos anys després. El 1918, després de la Primera Guerra Mundial, es converteix en la principal casa de borsa del món, deixant enrere a la de Londres. El dijous 24 d'octubre de 1929, anomenat a partir de llavors el Dijous Negre, es va produir una de les més grans caigudes en aquesta borsa, que produiria la recessió econòmica més important dels Estats Units en el segle xx, la "Gran Depressió". Actualment és administrada pel NYSE Group, que va ser format amb la fusió de NYSE i Archipielago Holdings, una borsa de valors electrònica. NYSE Group cotitza actualment en la seva pròpia borsa de valors. El 2007 va formar al costat de la borsa europea Euronext: NYSE Euronext.

## Història
La primera organització registrada de negociació de valors a Nova York entre corredors que tracten directament entre ells es remunta a l'Acord de Buttonwood. Anteriorment, la borsa de valors havia estat intervinguda pels subhastadors, que també realitzaven subhastes més mundanes de productes bàsics com el blat i el tabac. El 17 de maig de 1792, vint-i-quatre corredors van signar l'Acord de Buttonwood, que establia una taxa de comissió mínima cobrada als clients i obligava els signants a donar preferència als altres signants en la venda de valors. Els primers valors negociats eren majoritàriament títols governamentals com bons de guerra de la Guerra de la Independència i accions del First Bank of the United States, encara que les accions del Banc de Nova York eren un valor no governamental negociat en els primers dies. El Bank of North America, juntament amb el First Bank of the United States i el Bank of New York, van ser les primeres accions negociades a la Borsa de Nova York.
El 1817, els corredors de borsa de Nova York, que operaven sota l'Acord Buttonwood, van instituir noves reformes i es van reorganitzar. Després d'enviar una delegació a Filadèlfia per observar l'organització de la seva junta de corredors, es van adoptar restriccions al comerç manipulatiu, així com òrgans formals de govern. Després de tornar-se a formar com a Junta de Valors i Borsa de Nova York, l'organització de corredors va començar a llogar espais exclusivament per a la negociació de valors, que abans s'havia fet a la Tontine Coffee House. Es van utilitzar diversos emplaçaments entre 1817 i 1865, quan es va adoptar la ubicació actual.
La invenció del telègraf elèctric va consolidar els mercats i la borsa de Nova York va assolir el domini sobre Filadèlfia. L'Open Board of Stock Brokers es va establir el 1864 com a competidor de la NYSE. Amb 354 membres, rivalitzava amb la NYSE en membres (que en tenia 533) "perquè utilitzava un sistema de negociació més modern i continu superior a les sessions de trucades de la NYSE dues vegades al dia". L'Open Board of Stock Brokers es va fusionar amb la NYSE el 1869. Robert Wright de Bloomberg escriu que la fusió va augmentar els membres de la NYSE així com el volum de negociació, ja que "diverses dotzenes de borses regionals també competien amb la NYSE per als clients. Compradors, venedors i tots els concessionaris volien completar les transaccions de la manera més ràpida i econòmica possible i això significava trobar els mercats amb més negociació. En el llenguatge actual NYSE manté la seva reputació de proporcionar una liquiditat superior." La Guerra Civil va estimular molt el comerç de valors especulatius a Nova York. El 1869, s'havia de limitar el nombre de membres, i des de llavors s'ha augmentat esporàdicament. La segona meitat del segle xix va veure un ràpid creixement en el comerç de valors.
El comerç de valors a finals del segle XIX i principis del XX va ser propens a patir atacs de pànic. La regulació governamental de la negociació de valors es va veure finalment necessària, i els canvis més dramàtics es van produir a la dècada de 1930 després que un important crac de la borsa va precipitar la Gran Depressió. La NYSE també ha imposat regles addicionals en resposta als controls de protecció dels accionistes, restringien els corredors de votar accions sense instruccions.
El club de diners de la Borsa va estar situat al setè pis des de 1898 fins al seu tancament el 2006.

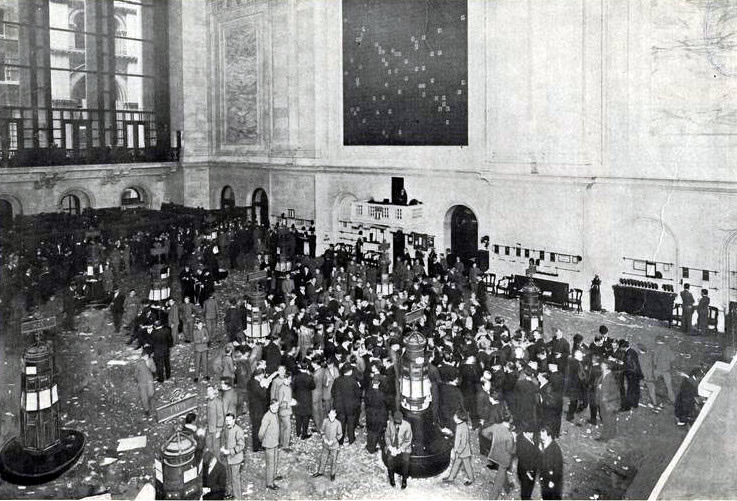
La Borsa de Nova York el 1908

El 21 d'abril de 2005, la NYSE va anunciar els seus plans per fusionar-se amb Archipelago en un acord destinat a reorganitzar la NYSE com a empresa que cotitzava en borsa. El consell de govern de NYSE va votar per fusionar-se amb el seu rival el 6 de desembre de 2005 i es va convertir en una empresa pública amb ànim de lucre. Va començar a negociar amb el nom de NYSE Group el 8 de març de 2006. El 4 d'abril de 2007, el NYSE Group va completar la seva fusió amb Euronext, el mercat de valors combinat europeu, formant així NYSE Euronext, la primera borsa transatlàntica.
Wall Street és el principal centre monetari dels Estats Units per a activitats financeres internacionals i la ubicació més important del país per a la realització de serveis financers a l'engròs. "Comprèn una matriu de sectors financers majoristes, mercats financers, institucions financeres i empreses de la indústria financera" (Robert, 2002). Els principals sectors són la indústria de valors, la banca comercial, la gestió d'actius i les assegurances.
Abans de l'adquisició de NYSE Euronext per part de l'ICE el 2013, Marsh Carter era el president de la NYSE i el conseller delegat era Duncan Niederauer. Actualment, el president és Jeffrey Sprecher. El 2016, el propietari de la NYSE, Intercontinental Exchange Inc., va obtenir 419 milions de dòlars en ingressos relacionats amb les llistes.

### Esdeveniments importants

#### Segle XX
La borsa es va tancar poc després de l'inici de la Primera Guerra Mundial (31 de juliol de 1914), però es va tornar a obrir parcialment el 28 de novembre d'aquell any per ajudar a l'esforç de guerra comercialitzant bons i es va reobrir completament per a accions, les negociacions a mitjans de desembre.
El 16 de setembre de 1920 es va produir l'atemptat de Wall Street a l'exterior de l'edifici, amb la mort de quaranta persones i centenars de ferits més.
La caiguda del Dijous Negre de la Borsa el 24 d'octubre de 1929 i el pànic que va començar el Dimarts Negre, el 29 d'octubre, sovint són culpables d'haver precipitat la Gran Depressió. En un esforç per restablir la confiança dels inversors, el 31 d'octubre de 1938, la Borsa va donar a conèixer un programa de quinze punts destinat a millorar la protecció del públic inversor.

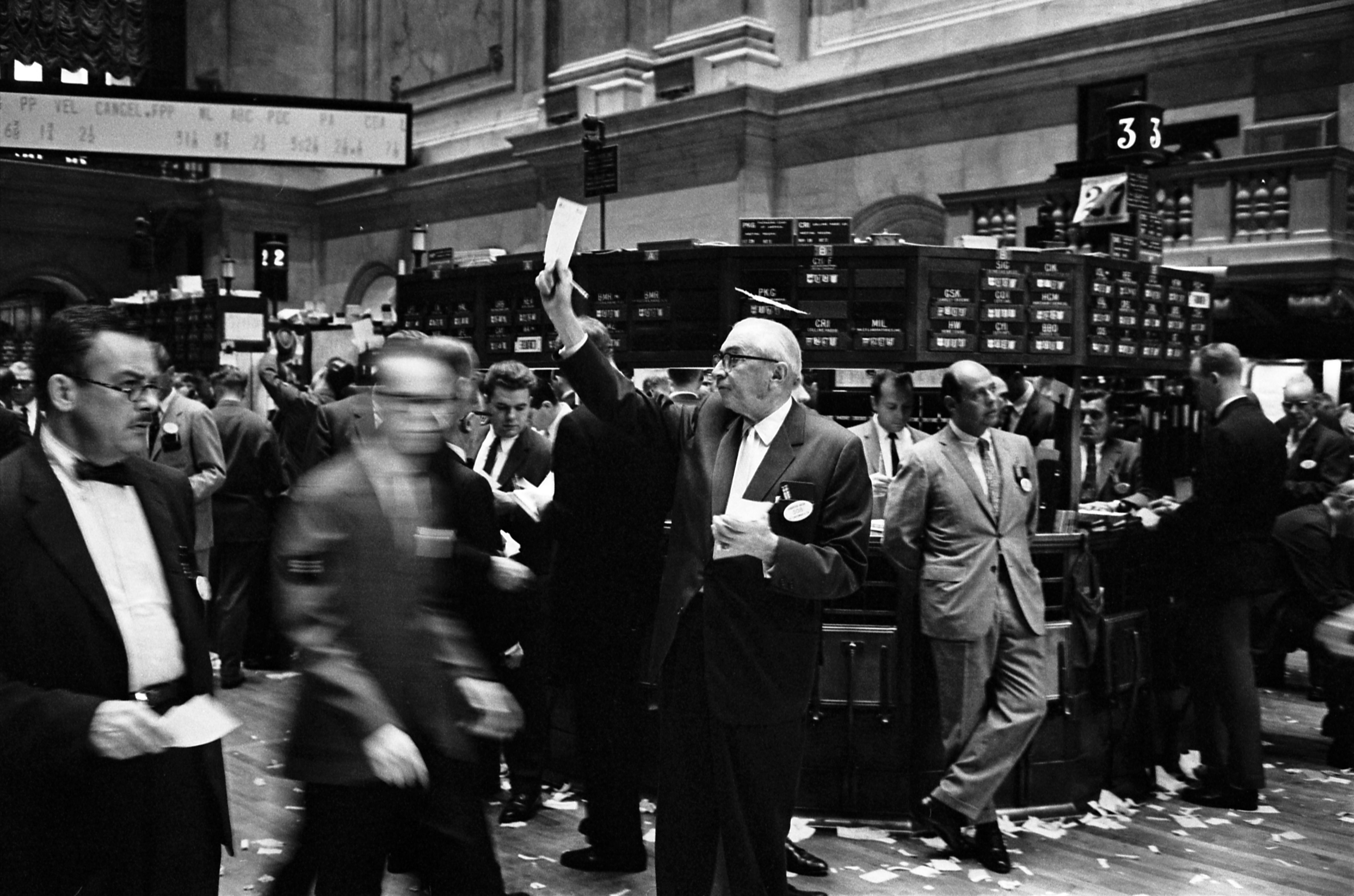
Els comerciants de NYSE van començar abans de la introducció de les lectures electròniques i les pantalles d'ordinador, 1963

Una de les conegudes acrobàcies publicitàries d'Abbie Hoffman va tenir lloc el 1967, quan va dirigir membres del moviment Yippie a la galeria de l'Exchange. Els provocadors van llançar un munts de dòlars cap a la zona comercial. Alguns comerciants van esbroncar i alguns van riure i saludar. Tres mesos més tard, la borsa va tancar la galeria amb vidres antibales. Hoffman va escriure una dècada més tard: "No vam trucar a la premsa; en aquell moment realment no teníem idea de res que es digués esdeveniment mediàtic.

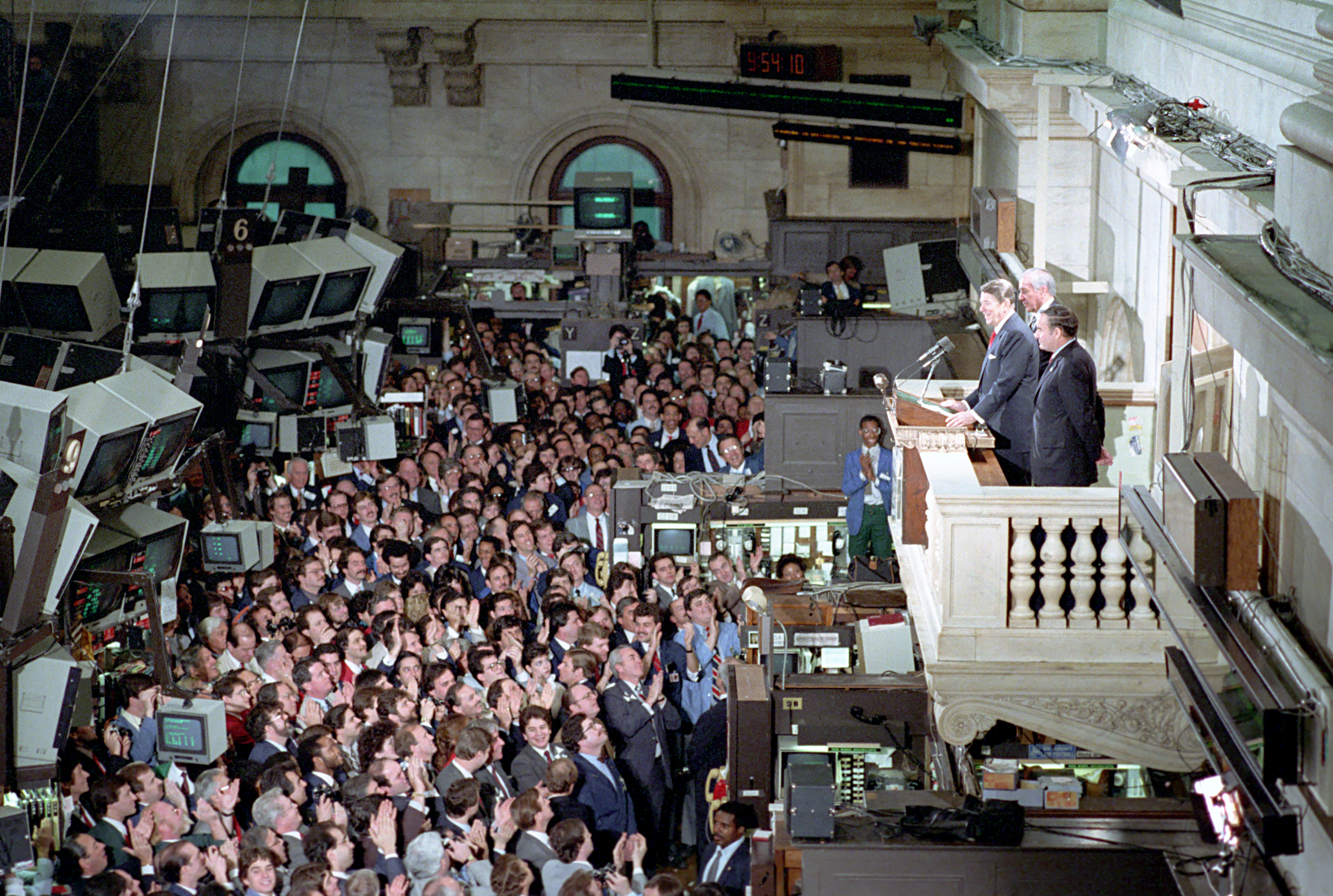
President Ronald Reagan adesant-se a la NYSE, 1985

El 19 d'octubre de 1987, el Dow Jones Industrial Average (DJIA) va caure 508 punts, una pèrdua del 22,6% en un sol dia, la segona caiguda d'un dia més gran que havia experimentat l'intercanvi. El Black Monday va seguir el Terrible Tuesday, un dia en què els sistemes de la Borsa no van funcionar bé i algunes persones van tenir dificultats per completar les seves operacions.

#### Segle XXI
El 26 de gener de 2000, un altercat durant el rodatge del vídeo musical de Sleep Now in the Fire de Rage Against the Machine, dirigit per Michael Moore, va provocar que es tanquessin les portes de l'intercanvi i que la banda fos escortada del lloc per seguretat.
Arran dels atacs de l'11 de setembre, la NYSE es va tancar durant quatre sessions de negociació, i es va reprendre el dilluns 17 de setembre, una de les poques vegades que la NYSE es va tancar durant més d'una sessió i només la tercera vegada des del març de 1933. El primer dia, la NYSE va patir una caiguda de valor del 7,1% (684 punts); després d'una setmana, va baixar un 14% (1.370 punts). Es calcula que es van perdre 1.400 milions de dòlars als cinc dies posteriors a la negociació. La NYSE estava a només 5 illes de la zona zero.
El 6 de maig de 2010, el Dow Jones Industrial Average va registrar la seva major caiguda percentual des de la caiguda del 19 d'octubre de 1987, amb una pèrdua de 998 punts que més tard seria anomenada Flash Crash de 2010. La SEC i la CFTC van publicar un informe sobre l'esdeveniment, tot i que no va arribar a una conclusió sobre la causa. Els reguladors no van trobar proves que la caiguda fos causada per ordres errònies.
El 29 d'octubre de 2012, la borsa va ser tancada durant dos dies a causa de l'huracà Sandy. L'última vegada que la borsa va tancar a causa del temps durant dos dies complets va ser el 12 i 13 de març de 1888.
L'1 de maig de 2014, la Borsa de Valors va ser multada amb 4,5 milions de dòlars per la Securities and Exchange Commission per resoldre els càrrecs que havia violat les regles del mercat.
El 8 de juliol de 2015, problemes tècnics van afectar la borsa, aturant la negociació a les 11:32 am ET. La NYSE va assegurar als comerciants de valors que l'interrupció "no va ser el resultat d'una violació cibernètica", i el Departament de Seguretat Nacional va confirmar que "no hi havia cap indici d'activitat maliciosa". El comerç finalment es va reprendre a les 3:10 pm ET del mateix dia.
El 25 de maig de 2018, Stacey Cunningham, la directora d'operacions de la NYSE, es va convertir en el 67è president de la Big Board, succeint a Thomas Farley. És la primera dona líder en els 226 anys d'història de l'intercanvi.
El març de 2020, es van anunciar plans per passar temporalment a la negociació totalment electrònica el 23 de març de 2020, a causa de la pandèmia de la COVID-19. Juntament amb el PHLX i la BSE, la NYSE es va reobrir el 26 de maig de 2020.

## Edifici

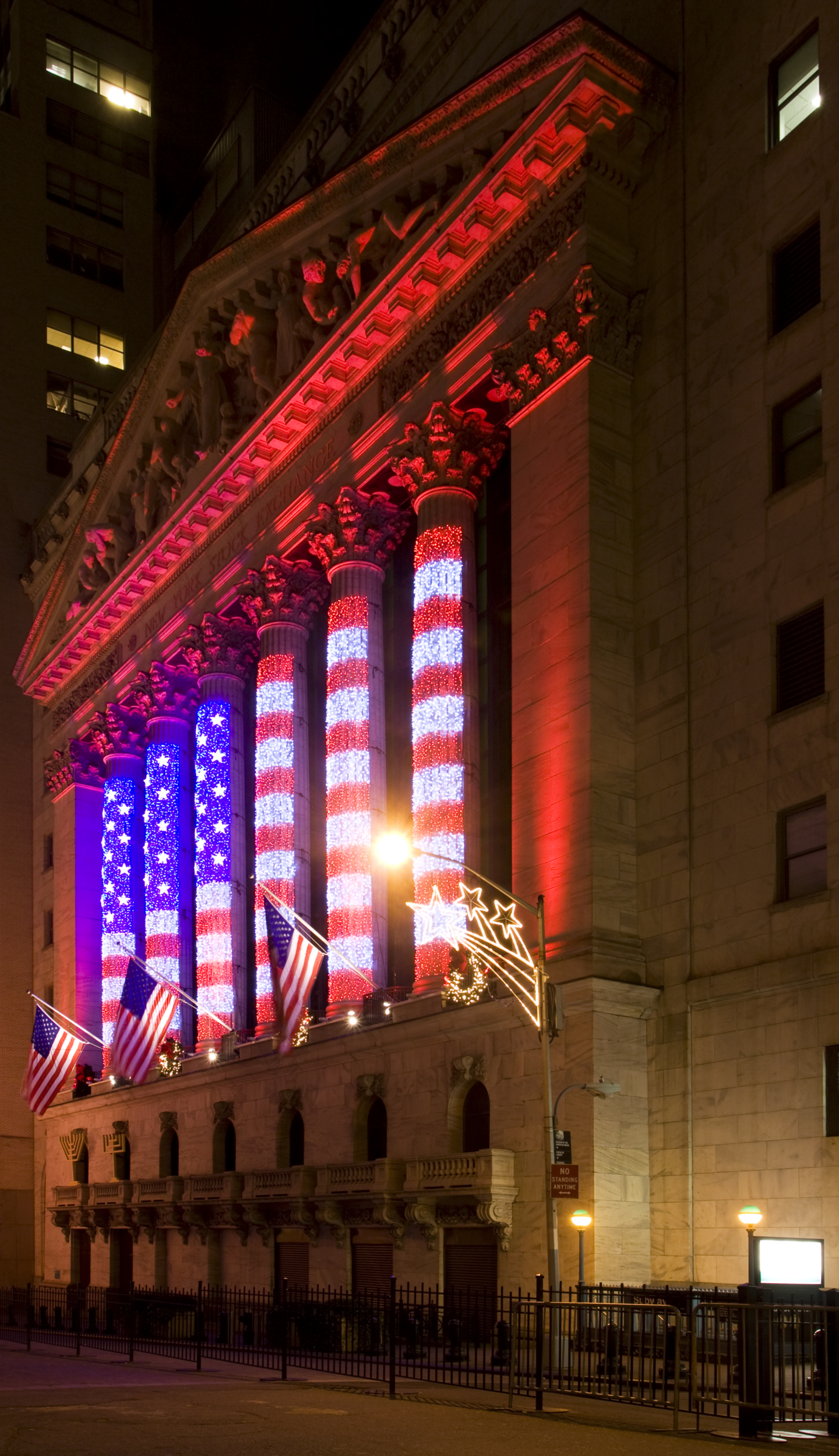
L'edifici de la borsa de Nova York el Nadal de 2008

L'edifici principal de la Borsa de Nova York, construït el 1903, es troba al número 18 de Broad Street, entre les cantonades de Wall Street i Exchange Place, i va ser dissenyat a l'estil Beaux Arts per George B. Post. L'estructura adjacent al número 11 de Wall Street, acabada el 1922, va ser dissenyada amb un estil similar per Trowbridge & Livingston. Els dos edificis van ser designats com a Monument Històric Nacional el 1978. 18 Broad Street també és una fita designada per la ciutat de Nova York.

## Dies festius
La Borsa de Nova York tanca els següents dies: Cap d'any, Dia de Martin Luther King Jr., Dia dels presidents, Divendres Sant, Dia dels Caiguts, Juneteenth, Dia de la Independència, Dia del treballador, Dia d'acció de gràcies i Nadal. Quan aquests dies festius es produeixen un cap de setmana, el festiu s'observa el dia feiner més proper. A més, la Borsa tanca aviat el dia abans del Dia de la Independència, l'endemà de l'Acció de Gràcies i la Nit de Nadal. La NYSE té una mitjana d'uns 253 dies de negociació per any.

## Campanes d'obertura i tancament
Les campanes d'obertura i tancament de la borsa marquen l'inici i el final de cada dia de negociació. La campana d'obertura sona a les 9:30 am ET per marcar l'inici de la sessió de negociació del dia. A les 16:00 ET sona la campana de tancament i s'atura la negociació del dia. Hi ha campanes situades a cadascuna de les quatre seccions principals de la NYSE que sonen totes al mateix temps un cop es prem un botó. Hi ha tres botons que controlen les campanes, situats al tauler de control darrere del podi que dona a la zona comercial. La campana principal, que sona al començament i al final del dia de negociació, està controlada per un botó verd. El segon botó, de color taronja, activa una campana d'un sol cop que s'utilitza per assenyalar un moment de silenci. Un tercer botó vermell controla una campana de seguretat que s'utilitza en cas que la campana principal no soni.